# Торомиро
Sophora toromiro, широко известный как Toromiro, является разновидностью цветущего дерева рода софора семейства бобовых, которое является эндемичным для острова Пасхи. 
Массовая вырубка, осуществленная полинезийцами, уничтожила большую часть лесов острова уже к первой половине XVII века (то есть, ещё до прибытия европейцев), а некогда обыкновенный торомиро стал редким и в конечном итоге вымер в дикой природе в 1950-х годах. Позднее дерево было вновь завезено на остров в рамках совместного научного проекта британских Королевских ботанических садов Кью и шведского Гётеборгского ботанического сада (англ.), где единственные оставшиеся растения этого вида с задокументированным происхождением были размножены в 1960-х годах из семян, собранных c одного из последних деревьев Туром Хейердалом. Иногда утверждают, что все деревья торомиро происходят от этого единственного индивида, но дальнейшие исследования показали, что на острове произрастают также потомки, по крайней мере, одного другого дерева.
Согласно легендам коренного населения остров Пасхи, таблички с письменами ронго—ронго делались из древесины торомиро. Тем не менее, сохранившиеся таблички, проверенные современными методами, оказались сделанными из древесины другого дерева — Thespesia populnea, известного как miro в некоторых полинезийских языках.
Помимо вышеперечисленных ботанических садов, Ботанический сад Ментоны (англ.) на юге Франции также занимается акклиматизацией и сохранением редких видов растений, в том числе Sophora toromiro.

## Галерея

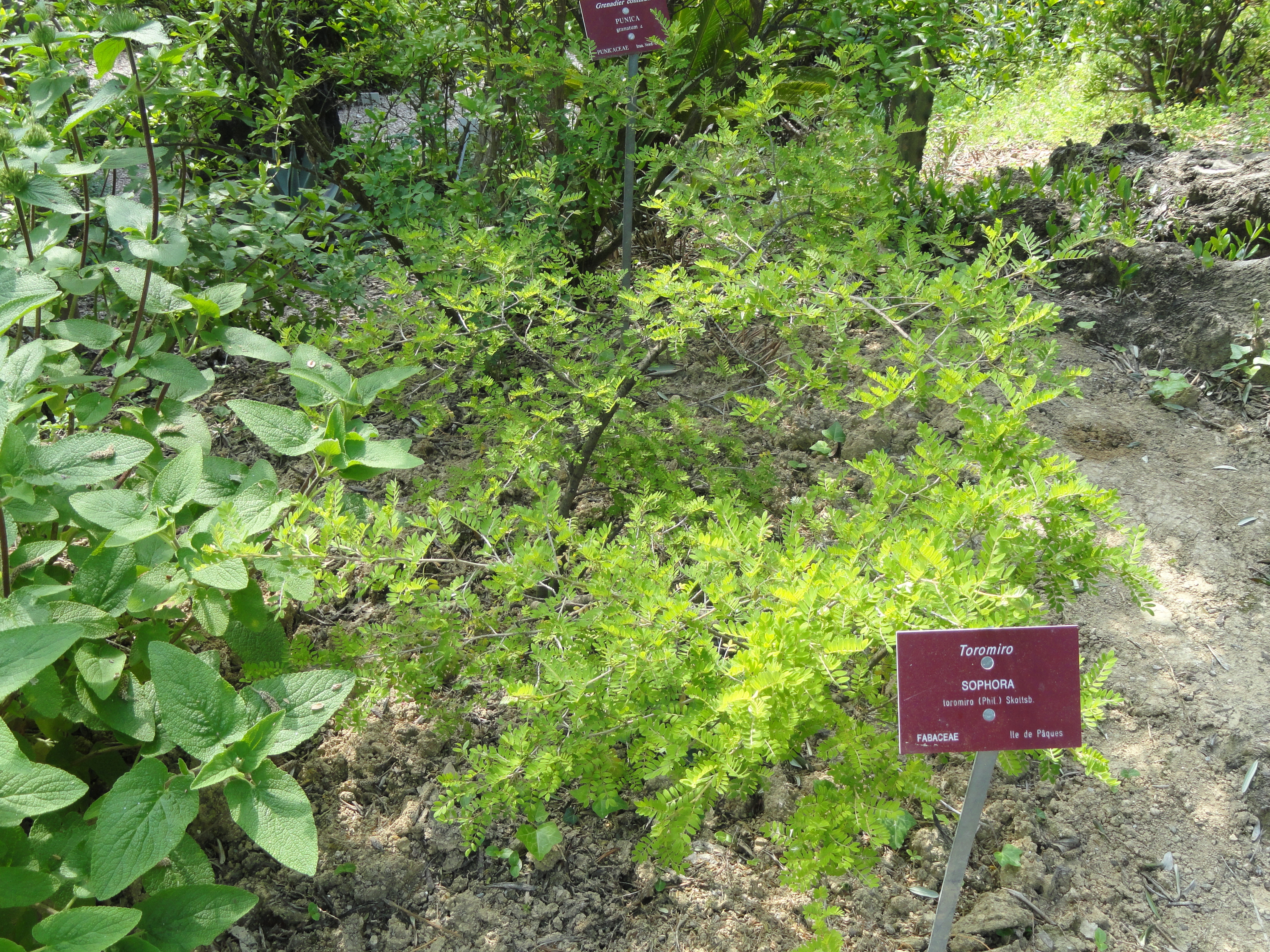
Sophora toromiro.
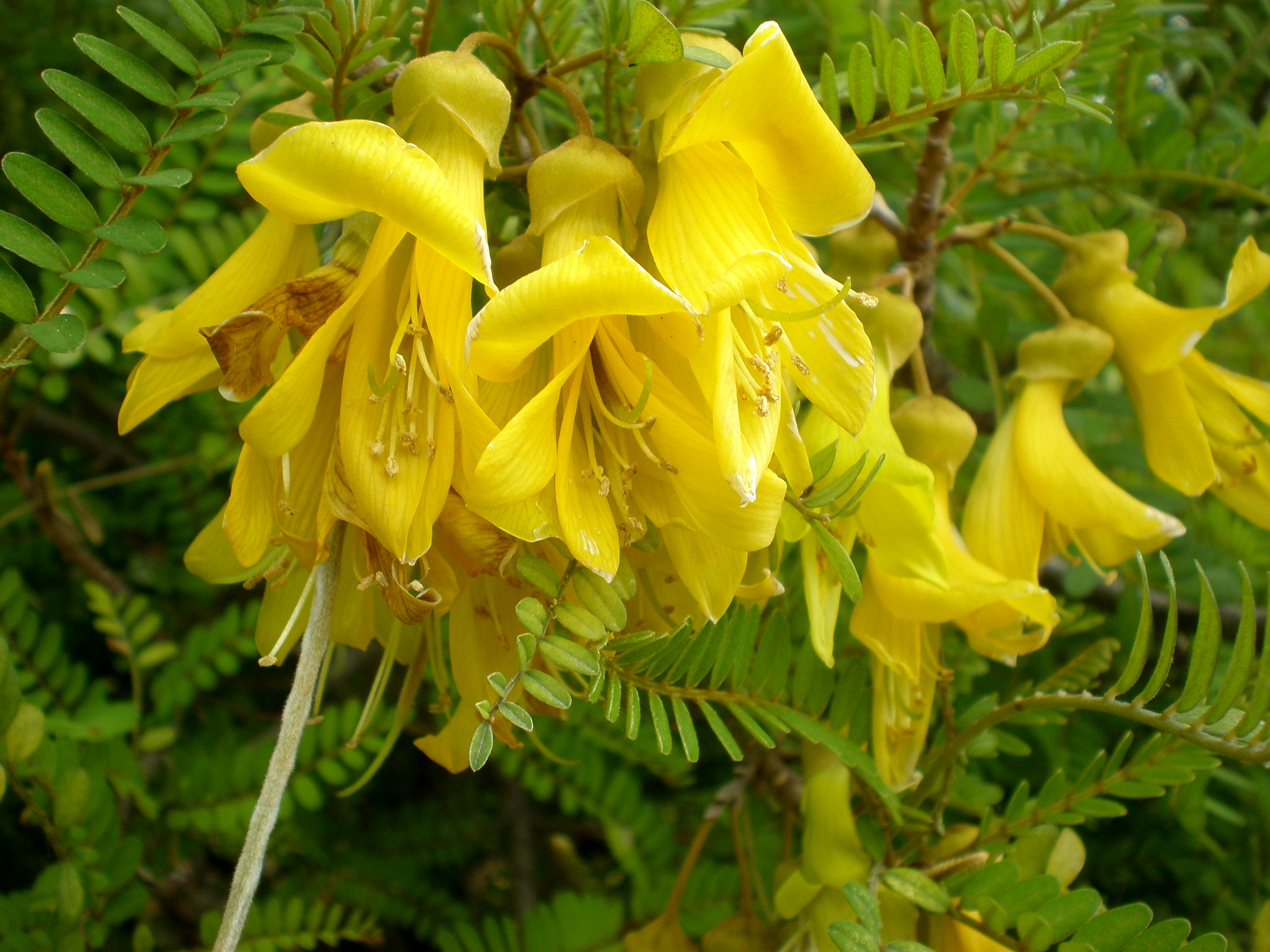
Цветы софора торомиро.
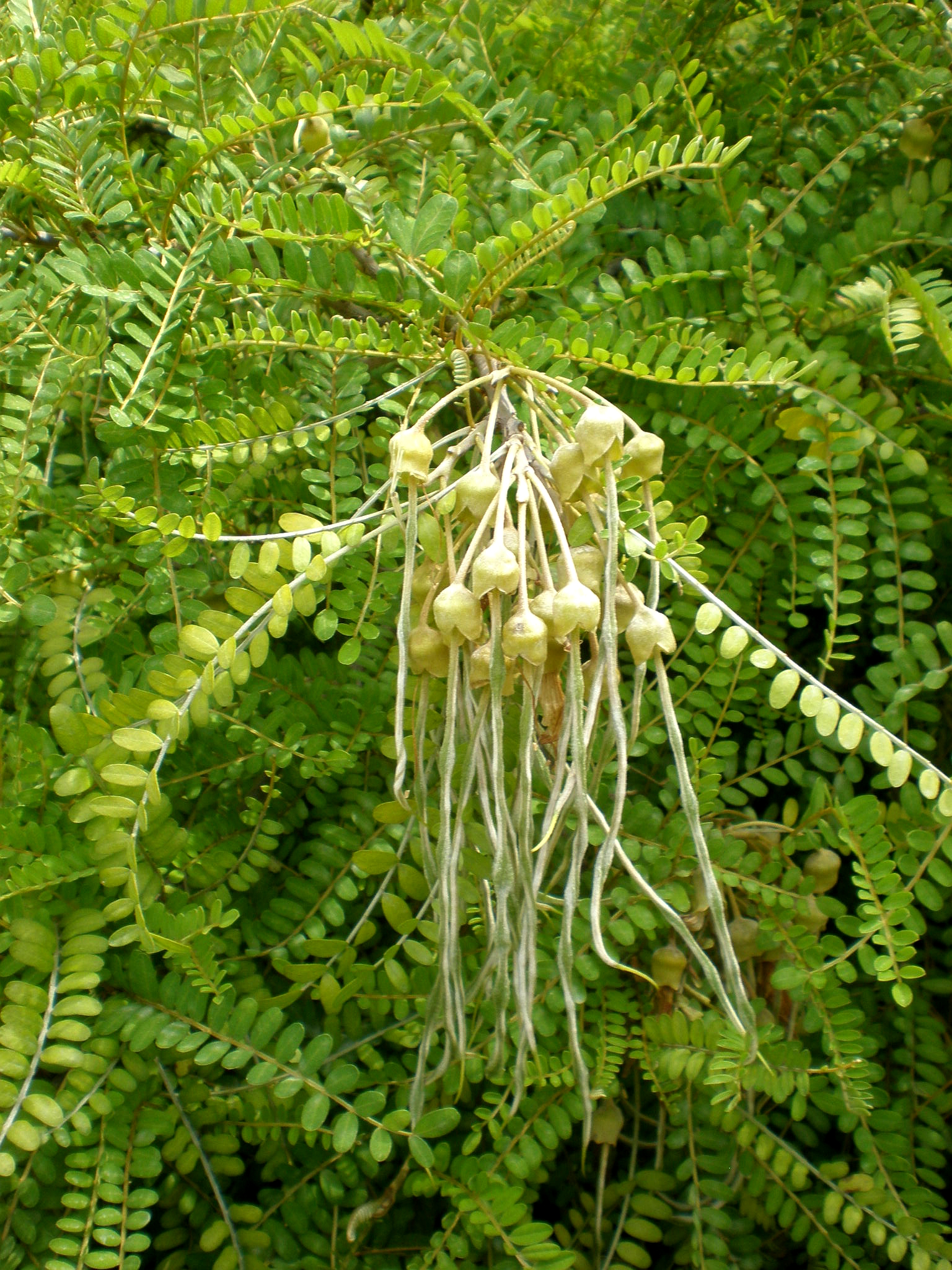
Плоды софора торомиро.
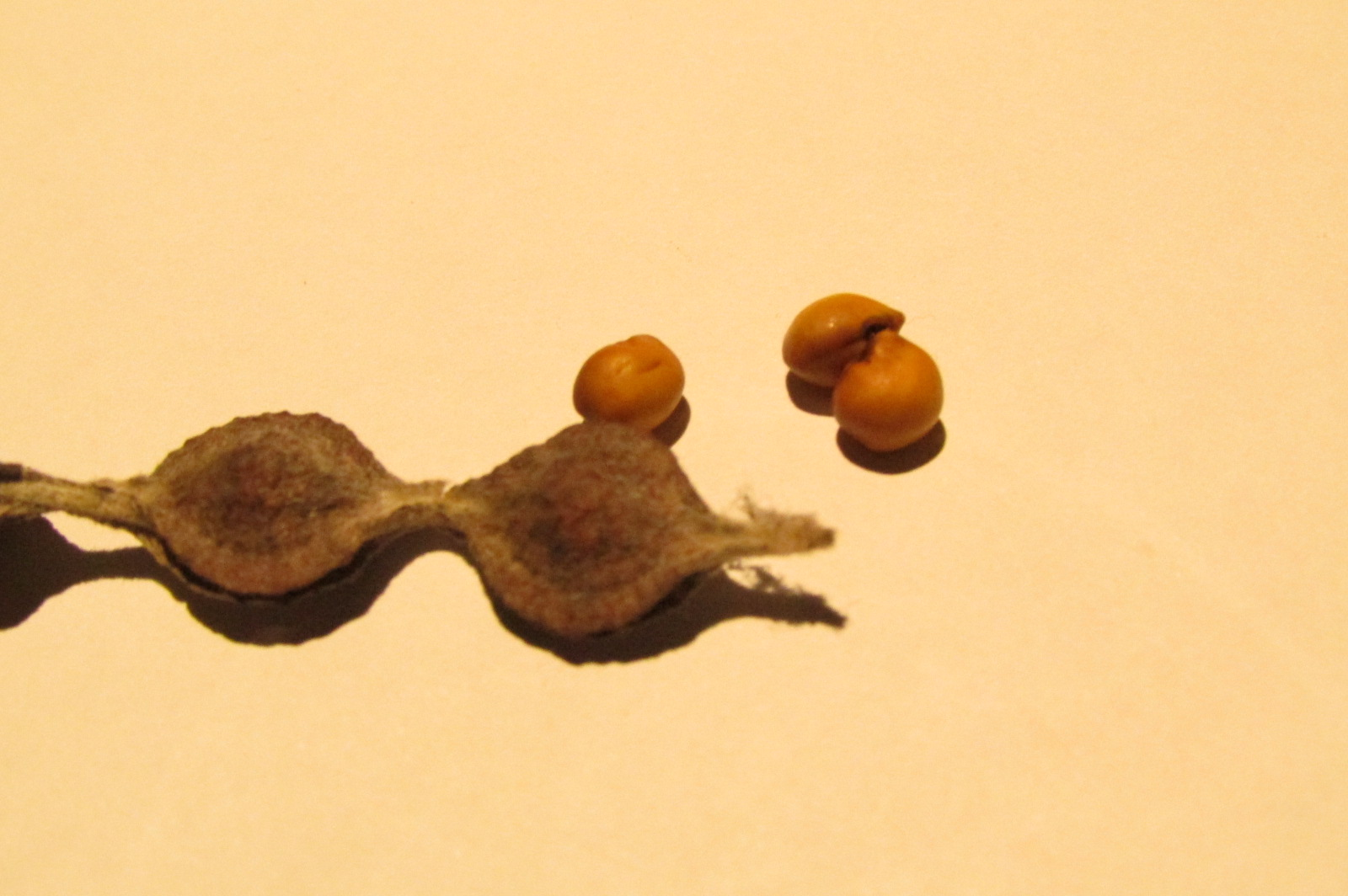
Семена софора торомиро.